# Rubén Darío Palacios
Rubén Darío Palacios (manchmal auch Palacio; * 1. Dezember 1962 in La Sierra (Antioquia), Kolumbien; † 14. November 2003 in Medellín) war ein kolumbianischer Boxer im Federgewicht.

## Profi
Er wurde bereits in seinem 11. Kampf kolumbianischer Meister. Im Jahre 1988 errang er den WBA-Fedelatin-Titel und verteidigte diesen zweimal. Am 26. September im Jahre 1992 bezwang er den Briten Colin McMillan durch technischen K. o. in Runde 8 und wurde dadurch Weltmeister der WBO. Nach diesem Gewinn beendete Palacios seine Karriere und trat somit als Weltmeister zurück.

## Privates
Der AIDS-kranke Palacios wurde zum Narcotraficante von Heroin und 1994 zu zehn Jahren Gefängnis verurteilt, von denen er mehrere Jahre verbüßen musste. Am 14. November 2003 wurde er im Park San Antonio im Zentrum Medellíns tot aufgefunden. Beigesetzt wurde er auf dem örtlichen Friedhof Jardines de la Fé.